# Argumenty nedeli
Argumenty nedeli (russisch Аргументы недели, andere Schreibweise Аргументы неделі, deutsch Argumente der Woche, vormals Argumenty i wremja) ist eine russische Wochenzeitung.
Die Zeitung wurde 2006 gegründet, ihre Auflage liegt nach eigenen Angaben bei 570.000 Exemplaren. Die Redaktion befindet sich in Moskau, Chefredakteur ist Andrei Uglanow.

## Geschichte
Die Zeitung wurde von ehemaligen Mitarbeitern der Wochenzeitung Argumenty i Fakty gegründet. Zunächst erschien sie unter dem Titel Argumenty i wremja (Аргументы и время). Nachdem jedoch die Zeitung Argumenty i Fakty Klage wegen zu großer Namensähnlichkeit erhoben hatte, wurde der Titel zu Argumenty nedeli geändert.

## Eigentümer
Herausgeber der Argumenty nedeli ist das Unternehmen SWR-Media (СВР-Медиа), das wiederum zur Unternehmensgruppe SWR-Group (СВР-групп) gehört. Zur SWR-Group gehören nach Angaben der Zeitung Kommersant unter anderem ein Bauunternehmen, eine Immobilienfirma eine Ölhandelsfirma und ein Autosalon.